# Łyżwiarstwo figurowe na Zimowych Igrzyskach Olimpijskich 2018 – kwalifikacje

## Zasady kwalifikacji
Liczba miejsc do obsadzenia na igrzyskach jest ustalona przez Międzynarodowy Komitet Olimpijski. W zawodach weźmie udział maksymalnie 148 zawodników, z czego nie więcej niż 18 z Narodowego Komitetu Olimpijskiego (9 mężczyzn i 9 kobiet). Po 30 w konkurencji solistów i solistek, 20 par w konkurencji sportowej i 24 pary w konkurencji tanecznej. Dodatkowo 10 zespołów zostanie zakwalifikowanych do zawodów drużynowych.

### Kwalifikacja łyżwiarzy
Nie ma indywidualnych kwalifikacji sportowców na igrzyska olimpijskie. Decyzję o imiennym przydziale miejsc kraje podejmują indywidualnie, jednakże jednym z warunków, jaki muszą spełnić wskazani zawodnicy jest osiągnięcie do 29 stycznia 2018 roku minimalnej oceny technicznej.
| Minimalna ocena techniczna (TES) | Minimalna ocena techniczna (TES) | Minimalna ocena techniczna (TES) |
| Kategoria | Pr. krótki                       | Pr. dowolny                      |
| Soliści | 25                               | 45                               |
| Solistki | 20                               | 36                               |
| Pary | 20                               | 36                               |
| Tańce | 19                               | 29                               |
| --- | -------------------------------- | -------------------------------- |
| Musi zostać osiągnięta na międzynarodowych zawodach ISU w sezonie bieżącym lub poprzednim. Punkty za oba programy mogą być zdobyte na różnych zawodach. |                                  |                                  |

### Kwalifikacja państw
Do zimowych igrzysk olimpijskich można było zakwalifikować się podczas dwóch imprez. Pierwszą możliwością kwalifikacji były Mistrzostwa Świata 2017, podczas których państwa mogły uzyskać maksymalnie 3 kwalifikacje z każdej konkurencji.
Sposób przeliczania na miejsca:
| Liczba zawodników/zespołów uczestniczących w mistrzostwach | Aby otrzymać 3 miejsca na igrzyskach                 | Aby otrzymać 2 miejsca na igrzyskach                 | Aby otrzymać 1 miejsce na igrzyskach |
| ---------------------------------------------------------- | ---------------------------------------------------- | ---------------------------------------------------- | --- |
| 1                                                          | Miejsce w czołowej 2                                 | Miejsce w czołowej 10                                | Kolejny najlepszy zawodnik/para z państwa, które do tej pory się nie zakwalifikowało. Ograniczone do momentu wykorzystania puli przeznaczonej na mistrzostwa świata. |
| 2                                                          | Suma zajętych miejsc jest równa bądź mniejsza niż 13 | Suma zajętych miejsc jest równa bądź mniejsza niż 28 | Kolejny najlepszy zawodnik/para z państwa, które do tej pory się nie zakwalifikowało. Ograniczone do momentu wykorzystania puli przeznaczonej na mistrzostwa świata. |
| 3                                                          | Dwa najlepsze miejsca są równe bądź mniejsza niż 13  | Dwa najlepsze miejsca są równe bądź mniejsza niż 28  | Kolejny najlepszy zawodnik/para z państwa, które do tej pory się nie zakwalifikowało. Ograniczone do momentu wykorzystania puli przeznaczonej na mistrzostwa świata. |

Mistrzostwa świata obsadziły po 24 miejsca w konkurencjach solistów, 16 w parach sportowych i 19 w parach tanecznych.
Pozostałe miejsca zostały obsadzone w turnieju Nebelhorn Trophy 2017. Państwa, które miały już zakwalifikowanych zawodników/pary nie były brane pod uwagę przy obsadzaniu pozostałych miejsc. W turnieju Nebelhorn Trophy każdy kraj mógł uzyskać tylko jedno miejsce w każdej konkurencji. Maksymalna liczba zakwalifikowanych zawodników/par wynosiła po 6 w konkurencji solistów i solistek, 4 par w konkurencji sportowej i 5 pary w konkurencji tanecznej. 
W zawodach drużynowych kwalifikacja odbędzie się poprzez zestawienie wyników z sezonu 2016/2017 i cyklu Grand Prix 2017/2018. Ze specjalnie stworzonej klasyfikacji zostało wyłonionych 10 najlepszych państw.

## Tabela kwalifikacji według kraju
| Reprezentacja                | Soliści | Solistki | Pary sportowe | Pary taneczne | Zawody drużynowe | Zawodnicy |
| ---------------------------- | ------- | -------- | ------------- | ------------- | ---------------- | --------- |
| Australia                    | 1       | 1        | 1             | 0             |                  | 4         |
| Austria                      | 0       | 0        | 1             | 0             |                  | 2         |
| Belgia                       | 1       | 1        | 0             | 0             |                  | 2         |
| Brazylia                     | 0       | 1        | 0             | 0             |                  | 1         |
| Chińska Republika Ludowa     | 2       | 1        | 3             | 1             | X                | 11        |
| Czechy                       | 1       | 0        | 1             | 1             |                  | 5         |
| Filipiny                     | 1       | 0        | 0             | 0             |                  | 1         |
| Finlandia                    | 0       | 1        | 0             | 0             |                  | 1         |
| Francja                      | 1       | 1        | 1             | 2             | X                | 8         |
| Gruzja                       | 1       | 0        | 0             | 0             |                  | 1         |
| Hiszpania                    | 2       | 0        | 0             | 1             |                  | 4         |
| Izrael                       | 2       | 1*       | 1             | 1             | X                | 7*        |
| Japonia                      | 3       | 2        | 1             | 1             | X                | 9         |
| Kanada                       | 2       | 3        | 3             | 3             | X                | 17        |
| Kazachstan                   | 1       | 2        | 0             | 0             |                  | 3         |
| Korea Południowa             | 1       | 2        | 1             | 1             | X                | 7         |
| Korea Północna               | 0       | 0        | 1             | 0             |                  | 2         |
| Łotwa                        | 1       | 1        | 0             | 0             |                  | 2         |
| Malezja                      | 1       | 0        | 0             | 0             |                  | 1         |
| Niemcy                       | 1       | 1        | 2             | 1             | X                | 9         |
| Olimpijscy sportowcy z Rosji | 2       | 3        | 3             | 2             | X                | 15        |
| Polska                       | 0       | 0        | 0             | 1             |                  | 2         |
| Słowacja                     | 0       | 1        | 0             | 1             |                  | 3         |
| Stany Zjednoczone            | 3       | 3        | 1             | 3             | X                | 14        |
| Szwecja                      | 0       | 1        | 0             | 0             |                  | 1         |
| Szwajcaria                   | 0       | 1        | 0             | 0             |                  | 1         |
| Turcja                       | 0       | 0        | 0             | 1             |                  | 2         |
| Ukraina                      | 1       | 1        | 0             | 1             |                  | 4         |
| Uzbekistan                   | 1       | 0        | 0             | 0             |                  | 1         |
| Węgry                        | 0       | 1        | 0             | 0             |                  | 1         |
| Wielka Brytania              | 0       | 0        | 0             | 1             |                  | 2         |
| Włochy                       | 1       | 2        | 2             | 2             | X                | 11        |
| Suma: 32                     | 30      | 30       | 22            | 24            | 10               | 153       |

- Izrael może wystawić jedną solistkę, aby uczestniczyła w zawodach drużynowych, z tego też powodu liczba zawodników biorących udział w zawodach wzrosła do 149.
- Korea Południowa ze względu na bycie gospodarzem igrzysk otrzymał jedno miejsce w konkurencji par sportowych, z tego też powodu liczba zawodników biorących udział w zawodach wzrosła do 151[1].
- Korea Północna początkowo nie dotrzymała terminu składania zgłoszeń. Wskutek czego miejsce Korei Północnej w konkurencji par sportowych zostało przyznane Japonii, jednakże po negocjacjach Międzynarodowy Komitet Olimpijski wyraził zgodę na przedłużenie terminu składania zgłoszeń oraz postanowił dodać kolejną parę do rywalizacji. W ostateczności zwiększyło to liczbę zawodników do 153[2].

## Podsumowanie kwalifikacji

### Soliści
| Rodzaj                  | Miejsce    | Zawodnicy z NKO | Zakwalifikowani                                                                       | Razem |
| ----------------------- | ---------- | --------------- | ------------------------------------------------------------------------------------- | ----- |
| Mistrzostwa Świata 2017 | Helsinki   | 3               | Japonia Stany Zjednoczone                                                             | 24    |
| Mistrzostwa Świata 2017 | Helsinki   | 2               | Chińska Republika Ludowa · Hiszpania · Kanada · Izrael · Olimpijscy sportowcy z Rosji | 24    |
| Mistrzostwa Świata 2017 | Helsinki   | 1               | Australia Czechy Francja Gruzja Kazachstan Łotwa Niemcy Uzbekistan                    | 24    |
| Nebelhorn Trophy 2017   | Oberstdorf | 1               | Belgia Filipiny Korea Południowa Malezja Szwecja* Ukraina Włochy                      | 6     |
| RAZEM                   |            |                 | 21                                                                                    | 30    |

- Szwedzki Komitet Olimpijski postanowił zrezygnować z wykorzystania zdobytej kwalifikacji. Miejsce Szwecji w konkurencji solistów zostało przyznane Filipiną[3].

### Solistki
| Rodzaj                  | Miejsce    | Zawodnicy z NKO | Zakwalifikowani                                                     | Razem |
| ----------------------- | ---------- | --------------- | ------------------------------------------------------------------- | ----- |
| Mistrzostwa Świata 2017 | Helsinki   | 3               | Kanada · Olimpijscy sportowcy z Rosji · Stany Zjednoczone           | 24    |
| Mistrzostwa Świata 2017 | Helsinki   | 2               | Japonia Kazachstan Korea Południowa Włochy                          | 24    |
| Mistrzostwa Świata 2017 | Helsinki   | 1               | Belgia Chińska Republika Ludowa Francja Łotwa Niemcy Słowacja Węgry | 24    |
| Nebelhorn Trophy 2017   | Oberstdorf | 1               | Australia Brazylia Finlandia Szwajcaria Szwecja Ukraina             | 6     |
| RAZEM                   |            |                 | 20                                                                  | 30    |

### Pary sportowe
| Rodzaj                  | Miejsce    | Zawodnicy z NKO | Zakwalifikowani                                                  | Razem |
| ----------------------- | ---------- | --------------- | ---------------------------------------------------------------- | ----- |
| Mistrzostwa Świata 2017 | Helsinki   | 3               | Chińska Republika Ludowa · Kanada · Olimpijscy sportowcy z Rosji | 15    |
| Mistrzostwa Świata 2017 | Helsinki   | 2               | Francja Niemcy Włochy                                            | 15    |
| Mistrzostwa Świata 2017 | Helsinki   | 1               | Francja Stany Zjednoczone                                        | 15    |
| Nebelhorn Trophy 2017   | Oberstdorf | 1               | Australia Austria Czechy Izrael Japonia Korea Północna           | 5     |
| Gospodarz               |            | 1               | Korea Południowa                                                 | 1     |
| Decyzja MKO             |            | 1               | Korea Północna                                                   | 1     |
| RAZEM                   |            |                 | 14                                                               | 22    |

- Francuski Komitet Olimpijski postanowił zrezygnować z wykorzystania zdobytej kwalifikacji, co skutkowało zwiększeniem dostępnej puli miejsc na Nebelhorn Trophy 2017 do pięciu.
- Korea Południowa ze względu na bycie gospodarzem igrzysk otrzymała jedno miejsce w konkurencji par sportowych[1].
- Korea Północna początkowo nie dotrzymała terminu składania zgłoszeń. Wskutek czego miejsce Korei Północnej w konkurencji par sportowych zostało przyznane Japonii, jednakże po negocjacjach Międzynarodowy Komitet Olimpijski wyraził zgodę na przedłużenie terminu składania zgłoszeń oraz postanowił dodać kolejną parę do rywalizacji[2].

### Pary taneczne
| Rodzaj                  | Miejsce    | Zawodnicy z NKO | Zakwalifikowani                                                 | Razem |
| ----------------------- | ---------- | --------------- | --------------------------------------------------------------- | ----- |
| Mistrzostwa Świata 2017 | Helsinki   | 3               | Kanada Stany Zjednoczone                                        | 18    |
| Mistrzostwa Świata 2017 | Helsinki   | 2               | Francja Sportowcy olimpijscy z Rosji Włochy                     | 18    |
| Mistrzostwa Świata 2017 | Helsinki   | 1               | Chińska Republika Ludowa Hiszpania Izrael Polska Ukraina        | 18    |
| Nebelhorn Trophy 2017   | Oberstdorf | 1               | Czechy Japonia Korea Południowa Niemcy Słowacja Wielka Brytania | 6     |
| RAZEM                   |            |                 | 16                                                              | 24    |

### Zawody drużynowe
|  | Zakwalifikowani do igrzysk |  | Drużyny rezerwowe |  | Niezakwalifikowani do igrzysk |

| Miejsce | Zespół                       | 2016–2017 | 2017–18 | Razem |
| ------- | ---------------------------- | --------- | ------- | ----- |
| 1       | Kanada                       | 3776      | 2308    | 6084  |
| 2       | Sportowcy olimpijscy z Rosji | 3533      | 2391    | 5924  |
| 3       | Stany Zjednoczone            | 3021      | 2034    | 5055  |
| 4       | Japonia                      | 2674      | 1671    | 4345  |
| 5       | Chińska Republika Ludowa     | 2724      | 1507    | 4231  |
| 6       | Włochy                       | 2172      | 1629    | 3801  |
| 7       | Francja                      | 2076      | 1576    | 3652  |
| 8       | Niemcy                       | 1602      | 1204    | 2806  |
| 9       | Hiszpania                    | 1222      | 636     | 1858  |
| 10      | Izrael                       | 1015      | 506     | 1521  |
| 11      | Korea Południowa             | 1064      | 333     | 1397  |
| 12      | Australia                    | 842       | 478     | 1320  |
| 13      | Ukraina                      | 591       | 641     | 1232  |
| 14      | Kazachstan                   | 764       | 453     | 1217  |
| 15      | Wielka Brytania              | 719       | 404     | 1123  |
| 16      | Czechy                       | 833       | 236     | 1069  |
| 17      | Belgia                       | 421       | 370     | 791   |
| 18      | Uzbekistan                   | 377       | 324     | 701   |
| 19      | Austria                      | 454       | 236     | 690   |
| 20      | Gruzja                       | 422       | 262     | 684   |

- W sezonie 2016/2017 pod uwagę brane były wyniki z Mistrzostw Świata 2017 lub Mistrzostw Europy 2017 lub Mistrzostw Czterech Kontynentów 2017 lub Mistrzostw Świata Juniorów 2017[1].
- W sezonie 2017/2018 brano pod uwagę wyniki z konkurencji ISU Grand Prix juniorów 2017/2018 oraz konkurencji ISU Grand Prix 2017/2018[1].
- Aby reprezentacja mogła wystartować w zawodach drużynowych, zawodnicy z tego kraju muszą zakwalifikować się do 3 spośród 4 konkurencji indywidualnych na igrzyskach z tego też powodu Hiszpania nie zakwalifikowała się do zawodów drużynowych[4].